# شهرستان واشینگتن (جورجیا)
شهرستان واشینگتن، جورجیا (به انگلیسی: Washington County, Georgia) یک سکونتگاه مسکونی در ایالات متحده آمریکا است که در جورجیا واقع شده‌است.